# Club Atlético Cerro
El Club Atlético Cerro, comúnmente conocido como Cerro, es un club de fútbol uruguayo, con sede en la Villa del Cerro, en la ciudad de Montevideo. Fue fundado el 1 de diciembre de 1922 y juega en la Primera División de Uruguay, disputando actualmente su temporada n.º 97 por torneos de AUF.
Es uno de los clubes tradicionales del balompié oriental, siendo el 6.º equipo con mayor cantidad de participaciones en el Campeonato Uruguayo de Primera con 77 temporadas disputadas —finalizada la de 2024— en la máxima competición de la AUF. De forma continua lo hizo desde 1947, con la excepción de las temporadas 1998, 2006-07, 2021 y 2022, compitiendo en la segunda categoría. A ello se le suman otros tres campeonatos jugados en Primera en la era amateur: 1927, 1928 y 1929.
Hasta el momento, su máximo logro ha sido la obtención de la Liguilla Pre-Libertadores del año 2009.
Su clásico rival es Rampla Juniors, con quien disputa el Clásico de la Villa.

## Historia

### Orígenes
Existieron varios clubes en el Cerro que ya llevaban el mismo nombre de la Villa Cosmópolis, incluso afiliados a la AUF —ya en la Tercera Extra de 1917 participó un club Cerro—, pero el que llega a nuestros días surge una vez producido el cisma del fútbol uruguayo, como afiliado a la Federación Uruguaya de Football en 1923.
Con la llegada de Rampla Jrs. (procedente de la Aduana, Ciudad Vieja) al Cerro en 1919, muchos —en una reacción localista, apegados a un sentimiento de terruño— se resistieron a brindar su apoyo al equipo forastero, y se mantuvieron fieles a las humildes instituciones del barrio, queriendo darle vida a un nuevo club que compita en el primer nivel y represente auténticamente a la Villa.
Una vez producido el "cisma", se buscó en todos los barrios de Montevideo clubes que fueran a sumarse a la nueva federación; es allí cuando, a instancias de unos jóvenes emprendedores de la Villa del Cerro como: Lorenzo Mendilaharzu (fue quien tuvo la iniciativa, el principal impulsor para la fundación de la Institución, y por lo cual se lo nombró primer socio honorario), Jesús Mendilaharzu, Julio y Miguel Martínez Ainzuain, Santiago Zignago, Alfonso Posse, Ángel y Enrique Constantini, Pedro Minhondo, Ezequiel Domínguez, el Dr. Martin Ignacio Harretche y otros tantos que brindaron su impulso y entusiasmo a la iniciativa, se fundó el Club Atlético Cerro.
Fue el 1 de diciembre de 1922, que ya madurada la idea en las charlas previas del café El Americano y en la farmacia de don Ángel Constantini, en una asamblea realizada en el viejo Café Panizza —ubicado en la esquina de las calles Grecia y China— se constituía como entidad el Club Atlético Cerro. Y el 18 de abril de 1923 se inscribe en la Federación Uruguaya de Football.
Su albiceleste color se debe al extinto "Oriental", club del barrio que participó activamente en la conformación de la nueva entidad villera, ofreciendo su nombre y sus colores al unirse a la causa cerrense.

### Primeros pasos y establecimiento

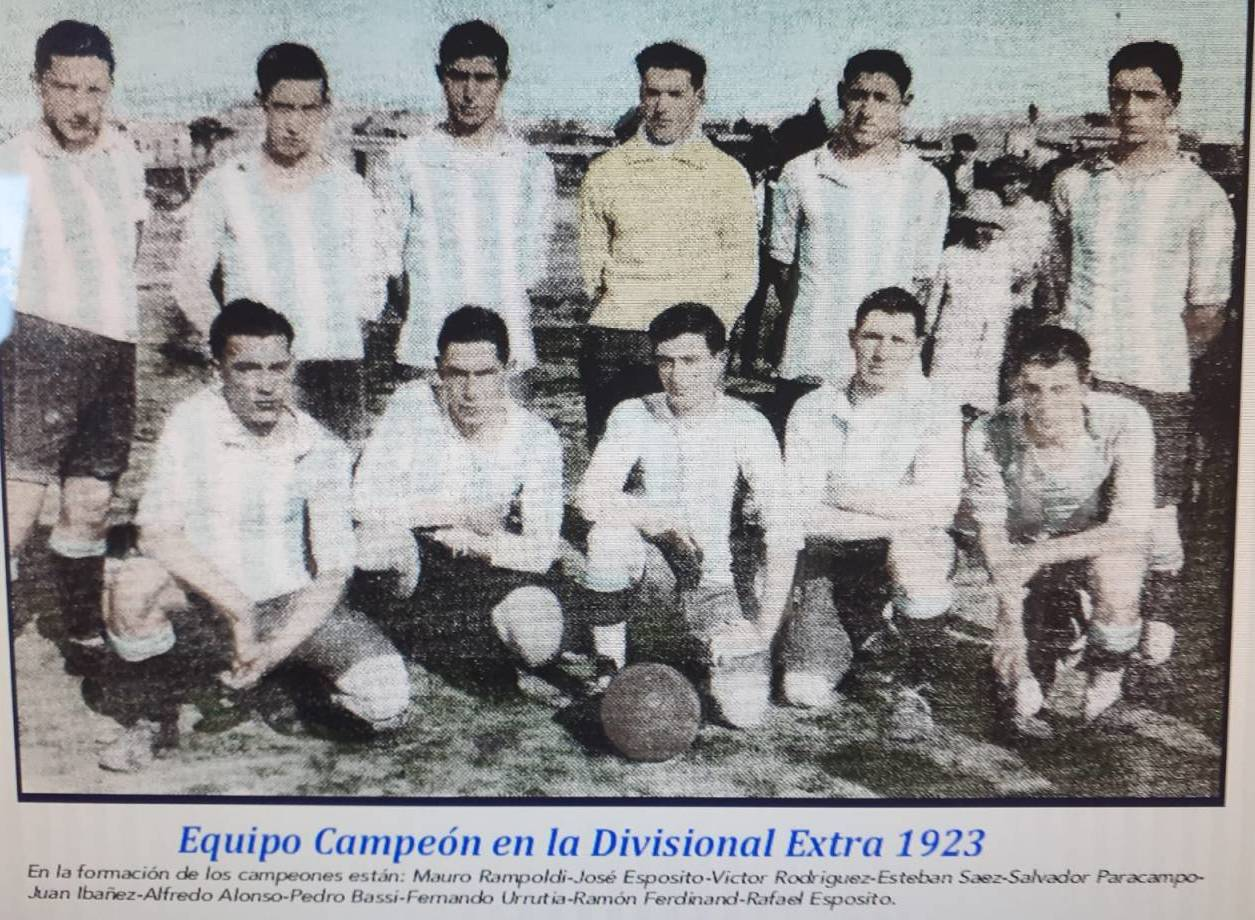
Primera alineación de Cerro (1923)

Cerro es campeón de la División Extra de la FUF en el primer campeonato que disputa, ascendiendo a la División Intermedia de dicha Federación. Aquel 1923, de un total de 42 encuentros, Cerro ganó 36, empató 5 y perdió solo uno. En 1924 también logra campeonar en la División Intermedia, ganando la serie en la que le tocó competir, esta vez de forma invicta (13 victorias y un empate). De esta manera, en dos grandes saltos Cerro se ganaba el derecho a participar en la Primera División de la Federación Uruguaya de Football.
En 1925, cuando se habían comenzado a disputar los campeonatos tanto en la FUF como en la AUF, estos se ven interrumpidos al producirse la intervención del Gobierno Nacional (conocida como "Laudo Serrato") que declara su fusión, estableciendo un único organismo rector del fútbol uruguayo a partir de ese momento (la AUF). En 1926 se realiza un torneo de transición (Torneo del Consejo Provisorio) para dirimir el listado de clubes que participarían del Campeonato Uruguayo de 1927 y el equipo albiceleste se encontró entre los clasificados de la "serie B". Así, Cerro comenzó su camino dentro de la Asociación Uruguaya de Fútbol.
Fue fundador de la Divisional "B" (en 1942), hasta que en 1947 debutó en la Primera "A", de la que jamás descendió hasta 1997, debiendo jugar un año en la Segunda Divisional. Estos 50 años ininterrumpidos en Primera fueron motivo de orgullo para el club albiceleste, sufriendo un descenso donde incidió la quita de puntos debido a una sanción por episodios de violencia protagonizados por algunos integrantes de su hinchada. Su pasaje por segunda división fue fugaz, duró solamente ese 1998, donde se coronó campeón de Apertura y Clausura y retornó a la primera división.

### Pelea en la AUF (1932-1942)
En el año de 1932, cuando Cerro se encontraba en la división Intermedia (segunda categoría), se introduce el profesionalismo en el fútbol uruguayo. En abril de ese año surgió en el seno de la AUF la Liga Profesional de Football —compuesta exclusivamente por 10 clubes—, una liga paralela e independiente a la Liga Amateur y sin ninguna relación con ella. La Liga Amateur tenía tres divisionales propias: la Primera Amateur, la Intermedia y la Tercera Extra. Los clubes que formaban parte de la Intermedia antes de la creación de estas nuevas Ligas inconexas, a partir de entonces competirían en la Primera Amateur.
La Liga Amateur no otorgaba ascensos a la Primera Profesional, lo cual era claramente un desincentivo para estos equipos (de los que Cerro formaba parte), y funcionaba de manera autónoma. Sin embargo, quienes jugaban en la Primera Amateur —a pesar de no poder ascender— sí podían descender a la Intermedia. Los equipos de la Primera Profesional se mantenían en ella por más mala que fuera su actuación; estas instituciones que gozaban del privilegio de no descender eran: Peñarol, Nacional, C.A. Defensor, Rampla, River Plate, Wanderers, Central F.C., Sud América, Bella Vista y Racing. Y eran estos clubes profesionales los que dictaban todas las disposiciones de orden general; por ejemplo, una de ellas determinaba que mediante el pago de una módica suma en las oficinas de la AUF, cualquier equipo profesional tenía el derecho a obtener la transferencia del jugador que quisiera de un equipo amateur. Era, pues, muy fácil para un conjunto profesional desmantelar el plantel de uno amateur.
En junio de 1936 se fusionan la Liga Profesional y la Liga Amateur, y la divisional Intermedia vuelve a ser la segunda categoría, pero esto no acarreaba ningún cambio de fondo sino que era un mero cambio de denominación, ya que los clubes de la Intermedia continuaban sin poder ascender. Por lo cual, inmediatamente la Liga Amateur rechaza la iniciativa y los equipos suscriben un compromiso en el sentido de no integrar esa Intermedia si no se le introducen modificaciones sustanciales.
Finalmente llegan las modificaciones. El día 19 de junio de 1936 se aprueban las peticiones presentadas por los clubes de la Liga Amateur, pero admitiendo una variante fundamental: el campeón de Intermedia debía enfrentarse en dos partidos con el clasificado último en la Liga Profesional para lograr el ascenso. Los clubes de la Primera División Profesional no estaban dispuestos a dejar tan fácilmente de participar en dicha categoría, por más deficiente que fuera su desempeño. 
El ingeniero Raúl Alquier, presidente del Club Atlético Cerro en aquel entonces, tuvo un rol preponderante en la pelea de los clubes de la Liga Amateur frente a los privilegios de la Primera Profesional en la Asociación Uruguaya de Fútbol.

### Camino a Primera (1937-1947)
En el año 1937 se puso en marcha el nuevo sistema de ascensos y descensos indirectos. Ahora sí los clubes de la divisional Intermedia tenían una meta por la cual luchar. Cerro terminó en primera posición en 1937 —junto con Liverpool— y en 1939 —junto con Progreso—, perdiendo la final de desempate en ambas ocasiones.
En 1940 Cerro es campeón de la divisional Intermedia, pero pierde el repechaje contra Bella Vista (clasificado último de la primera categoría). Eran muy grandes las diferencias entre los equipos de ambas divisionales, derivadas del régimen dispar en que competían. Desde que se empezó a jugar el sistema de repechajes en 1937, solo una vez el equipo de la divisional Intermedia amateur había podido vencer al último de la primera división profesional. Y, para colmo, la única vez que el equipo de Primera perdió el repechaje (Racing, vs. Liverpool en 1937), por medios extrafutbolísticos se le permitió permanecer en la máxima categoría a pesar de su descenso en la cancha.
Tan evidente era, que en 1942 se llevaría a cabo un cambio definitivo en las disposiciones reglamentarias gracias a la denodada lucha por parte de los dirigentes de la entonces llamada División Intermedia (poco antes "Primera Amateur") durante 10 años. Cerro a comienzos del año 1941, adelantó lo siguiente: en caso de campeonar ese año en la Intermedia, no jugaría el repechaje. Además se opone tajantemente a que los partidos de la divisional Intermedia sean los preliminares de la primera división. 
Cerro es campeón de la Intermedia en 1941 y, como adelantó, no disputa la promoción.
En 1942 se crea la Segunda División Profesional (la "B") que otorgaba un ascenso directo al campeón, siendo Cerro uno de los fundadores. Y en 1946 finalmente logra campeonar y ascender a la Primera "A". Debuta en primera división profesional en el año 1947, no volviendo a descender hasta 1997 (50 años después), influyendo en dicho descenso una quita de puntos por graves incidentes ocurridos fuera de la cancha en partido ante Nacional.

### Aquel "¡Cerro Cerro!" de 1960

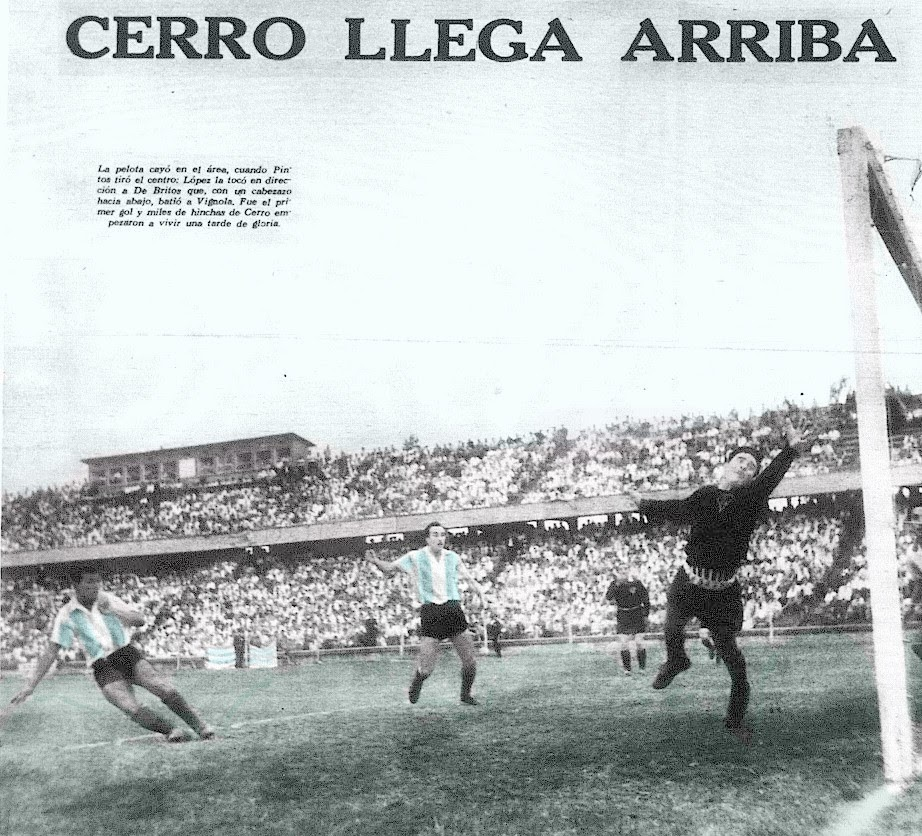
Partido contra Racing en el Parque Central.

El equipo del grito gemelo ostenta el honor de ser el primer club en desarrollo que culminó en primer puesto en el Campeonato Uruguayo (1960) durante la era profesional, disputando una final de desempate por el título de campeón ante el Peñarol que había sido campeón de América ese mismo año. La escuadra albiceleste fue la que más partidos ganó esa temporada, 13, frente a los 11 de Peñarol.

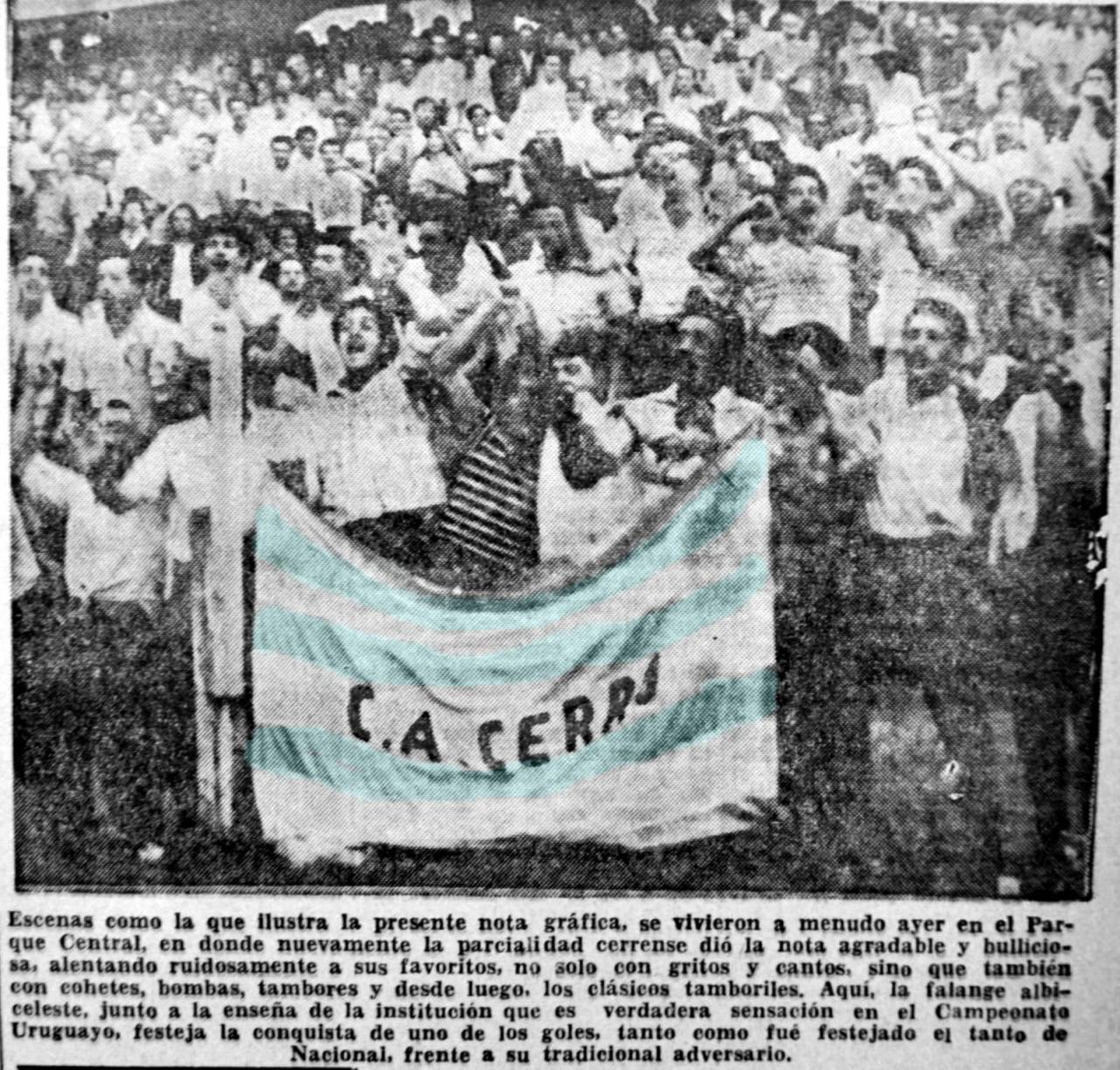
Hinchas alentando al equipo.

Cerro en aquella campaña movilizó a todo el barrio, siendo local siempre en cancha ajena —debido a que el Tróccoli estaba en plena construcción— y llevando mucha gente a todas ellas (incluida la final, en la que llenó la tribuna Colombes del Estadio Centenario). La primera rueda del campeonato terminó a un punto de Peñarol, persiguiéndolo de cerca toda la segunda parte del año, hasta que en la penúltima jornada logró alcanzar la cima; cuando, al tiempo que derrotaba a Racing en el Parque Central, los aurinegros no pasaron del empate ante Nacional. 
Habiendo llegado la última fecha del campeonato estando igualados en puntos, Cerro vencía 4 a 1 a Liverpool en el Parque Viera mientras que el equipo aurinegro perdía frente a Racing; pero faltando cinco minutos para finalizar el encuentro, Peñarol logró darlo vuelta (3:2) y forzar un encuentro definitorio.
Aquella calurosa tarde de diciembre en un Estadio Centenario lleno, apenas comenzada la final, Néstor Gonçalves —número 5 de Peñarol— fue a cometerle una alevosa falta a Miguel de Brito, número 10 y estrella del club de la Villa, causándole luxación de clavícula y dejándolo fuera del partido, aunque en cancha (en aquel entonces los jugadores no podían ser sustituidos). Esto afectó de sobremanera al equipo dirigido por Roberto Porta, que terminó perdiendo 3:1 el partido. El gol albiceleste lo hizo Waldemar González, luego de que el árbitro pitara una falta penal —sobre Juan Pintos— pocos minutos después del segundo tanto de los carboneros (Alberto Spencer 27' y Júpiter Crescio 52'). Luego del mismo, los cerrenses fueron con el envión del descuento a por el empate, pero sobre el tramo final del encuentro llegaría un nuevo gol de Crescio que sellaría el resultado definitivo.
Ese memorable plantel formaba: Pedro González Acuña, Julio Dalmao y Rubén Soria; Waldemar González, Ángel Rodríguez y Ángel Carretti; Rubén Coccinello, Jorge López, Nelson García, Miguel de Brito y Juan Pintos.

### Crecimiento institucional

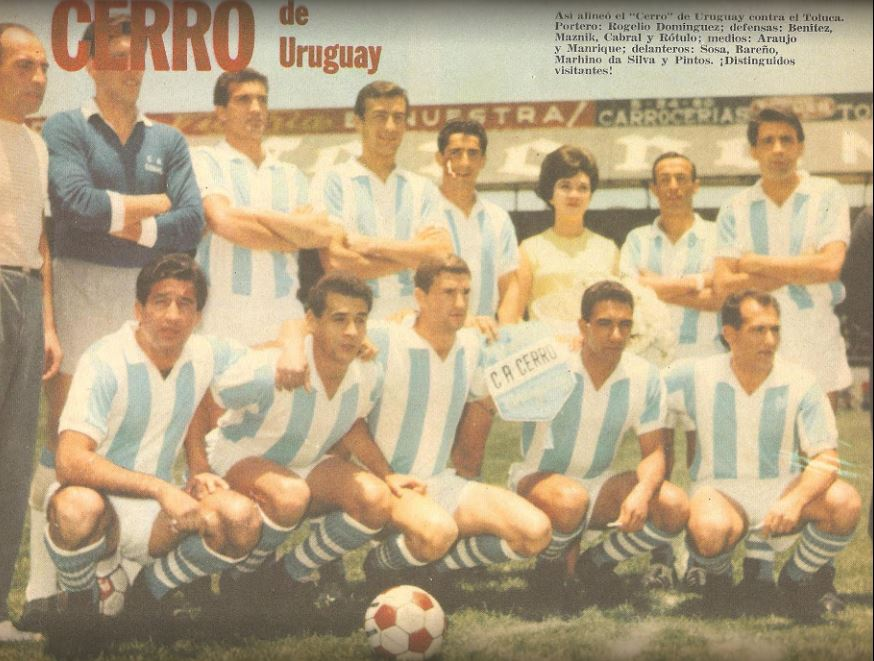
Cerro en México (1966); empate 2:2 ante el Toluca.

Después del subcampeonato de 1960, en el propio decenio Cerro tuvo otras destacadas actuaciones por el Campeonato Uruguayo, obteniendo el tercer puesto en las temporadas 1965, 1966, 1967 y 1968, siempre por detrás de los dos equipos grandes del medio local. Arribarían a sus filas jugadores argentinos de renombre como el guardameta Rogelio Domínguez (River Plate, Real Madrid) y el delantero Rubén "El Marqués" Sosa (Racing Club), así como los brasileños Marinho da Silva y Paulo Silva Araujo, entre otros. 
Además de poder lograr la construcción de su Monumental Luis Tróccoli (inaugurado en 1964), por aquellos años los cerrenses comenzaron a darse a conocer fuera de su país, llevando a cabo —en 1963— una gira internacional por la URSS, Hungría, Rumania y Sudáfrica, y siendo invitados a jugar partidos amistosos en países como México y Brasil (en este último país, Cerro venció 1 a 0 al Cruzeiro el día 24 de marzo de 1966 en el Estadio Mineirão y empató 1 a 1 ante el Atlético Mineiro, tres días después, en el mismo campo de juego).  
En 1967 la United Soccer Association, ex liga profesional de fútbol de los Estados Unidos y Canadá, creó una competición importando clubes de América del Sur y Europa. Cerro fue uno de los clubes importados, siendo contratado por la Madison Square Garden Corporation para la representación de su franquicia deportiva; el club jugó como los New York Skyliners, auspiciando de local en el Yankee Stadium. De aquella estadía en los Estados Unidos se destacan las victorias ante el Stoke City de Inglaterra y el Dundee United de Escocia.
En la década de 1970 los albicelestes emprendieron viaje hacia el Caribe, donde disputaron encuentros amistosos con equipos de Venezuela, Honduras y Costa Rica. En el ámbito local ya no les iría tan bien, no volviendo a hacer una destacada campaña hasta el año 1985, en el que nuevamente
terminaron en tercer lugar.
En el decenio que le siguió, tuvieron buenas actuaciones en tan solo dos oportunidades: las temporadas 1989 y 1994, en las que terminaron en cuarto lugar y consiguieron el ingreso a la Liguilla Pre-Libertadores.

### Libertadores 1995
Su primera participación internacional fue en la Copa Libertadores 1995, habiendo logrado acceder a dicho torneo tras ganarle (por penales) a Defensor Sporting un desempate por el subcampeonato de la Liguilla de 1994. Dirigidos por Gerardo Pelusso, después de haber empatado 3:3 en el Estadio Centenario al disputar la primera fecha del Grupo 1 contra Peñarol (con dos goles del argentino Henry Homann y otro de Rubén "Pocho" Acosta), los albicelestes recibieron en la Villa del Cerro a los equipos argentinos de River Plate e Independiente de Avellaneda. Cerro cayó con los millonarios 0:1, pero luego logró derrotar a los diablos rojos por idéntico marcador, con gol de Jacinto Cabrera, en partido jugado el 7 de marzo de 1995 en el propio Estadio Luis Tróccoli. No pudo volver a sumar en los tres partidos restantes, perdiendo de local 0:2 ante los aurinegros, siendo goleados 5:0 en el Monumental de Núñez por la banda y cayendo 1:2 en la Doble Visera ante el rey de copas, luego de comenzar ganando con gol de Guillermo Almada.

### Primer descenso a la "B"
Cerro desciende por primera vez a la Segunda División Profesional en el año 1997. La temporada anterior ya había estado al borde del descenso, cuando por una quita de cinco puntos tuvo que disputar una promoción contra Progreso (tercero mejor clasificado de la "B"), pudiendo salvarse al empatar 1:1 el primer partido y ganar 2:0 el segundo. Llegó muy comprometido al campeonato de 1997, arrastrando esta quita del año anterior —que seguía pesando en la tabla de promedios por la permanencia— a la que se le añadían otros dos puntos descontados por la misma sanción (es decir, en total fueron siete las unidades restadas a Cerro entre las dos temporadas). De un total de 22 partidos jugados, ganó 5, empató 7 y perdió en 10 ocasiones, definiéndose el descenso en la penúltima fecha tras caer ante Peñarol por 4 a 3. A pesar de la mala campaña, si no hubiera arrancado el año con esta sanción, le habría alcanzado para disputar el repechaje con miras a quedarse en Primera. 

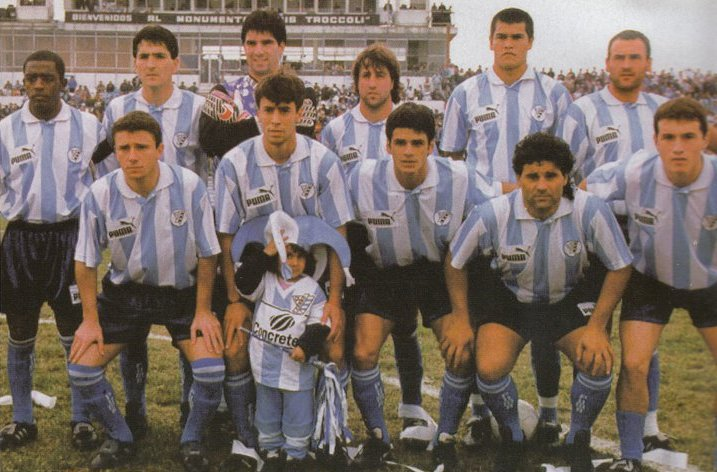
Alineación de Cerro que logró el ascenso en el año 1998.

El entrenador Jorge "Culaca" González se hizo cargo del equipo para el torneo de la segunda división, dando lugar a muchos juveniles del club. Se destacaron especialmente Álvaro Pintos, Jorge Artigas, Hernán Pintos, Alejandro Lofiego, Oscar Javier Morales, Luis Jonne, Richard Pellejero, así como José di Conza (ex Bella Vista) y el experiente Alexis Noble (ex Rampla Jrs.), entre otros. Cerro fue campeón tanto del Apertura como del Clausura (este último de forma invicta), y consecuentemente de la Tabla Anual, por lo que ascendió inmediatamente a la división de privilegio.
De 1999 a 2003 Cerro no tuvo mayores problemas con el descenso, pero ya en la temporada 2004 se salvó en la última fecha solo por un punto, iniciándose un breve período de inestabilidad que culminaría con una nueva pérdida de la categoría. 

### Segundo descenso y otro inmediato regreso
El segundo descenso a la Segunda División Profesional aconteció en la temporada 2005-06. Esta temporada tuvo la particularidad de ser la primera en jugarse según el calendario europeo, por lo que el Apertura se jugó en la segunda mitad del 2005 y el Clausura en el primer semestre del 2006. Tuvieron que descender tres equipos al final del Apertura y otros dos tras el Clausura. Cerro se había salvado del descenso en diciembre de 2005 al ganarle un desempate a Plaza Colonia: 2:2 en Colonia y 1:0 en el Tróccoli, pero no pudo evitar el descenso a mitad del año 2006, incidiendo nuevamente en el mismo una sanción de quita de puntos. Fueron seis las unidades que se le descontaron debido a incidentes protagonizados por miembros de su hinchada en partido por la cuarta fecha ante Peñarol, con las cuales se hubiera salvado de bajar.
Para encarar la vuelta a Primera, Cerro recurrió nuevamente a la dirección técnica de quien lo había ascendido en 1998: Jorge "Culaca" González. Los albicelestes comenzarían el campeonato 2006-07 con una sorpresiva derrota: 0:3 en su estadio ante Platense, pero rápidamente se repusieron y lograron salir campeones del Torneo Apertura, lo que les aseguraba disputar —al final del campeonato— una promoción por el ascenso contra el campeón del Clausura. El Clausura de Cerro fue irregular, teniendo que empezar con -3 puntos como parte de la sanción que había influido determinantemente en su descenso; terminó en séptimo lugar, a ocho unidades del primero. En la suma de ambas tablas (Tabla Anual) los de la Villa culminaron en la tercera posición. Cerro logró vencer a Juventud de Las Piedras (campeón del Clausura) en la promoción por el segundo ascenso tras empatar 1:1 en el Monegal de Canelones y ganarle 1:0 en el Tróccoli, por lo que retornó prestamente a la primera división.

### Campeón de la Liguilla 2009
Si bien Cerro ya había obtenido dos títulos de menor valía que la AUF calificó como oficiales: el Campeonato Presentación de 1986 (un torneo Especial) y el Torneo Integración de 1993 (un torneo clasificatorio a la Liguilla disputado en 1993 y 1994), finalmente en la temporada 2008-09 conquistó su primer título oficial de relevancia en la primera división al salir campeón de la Liguilla Pre-Libertadores de América bajo la conducción técnica de Eduardo Acevedo, clasificando a su segunda Copa Libertadores.
Tras culminar en tercera posición en la Tabla Anual de la temporada 2008-09, Cerro disputó el torneo que enfrentaba a los seis mejores equipos de dicha clasificación. Después de arrancar con dos triunfos categóricos: ante Nacional (3:1) y Defensor Sporting (2:0), los albicelestes sufrieron un traspié frente a Racing (3:1), del que se recuperaron rápidamente acumulando otras dos victorias: contra Liverpool (0:3) y River Plate (3:2). Todos los partidos fueron disputados en cancha neutral. 
Aquel plantel formaba habitualmente de la siguiente manera: Mathías Rolero; Christian Núñez, Pablo Melo, Pablo Pallante, Claudio Dadómo; Pablo Caballero, Richard Pellejero, Sebastián Suárez, Matías Cabrera; Sergio Pérez, y Joaquín Boghossian. Además, tuvieron un rol importante jugadores como Daniel Leites, Fernando Álves, Horacio Peralta y Fabián Trujillo, entre otros.

### Libertadores 2010

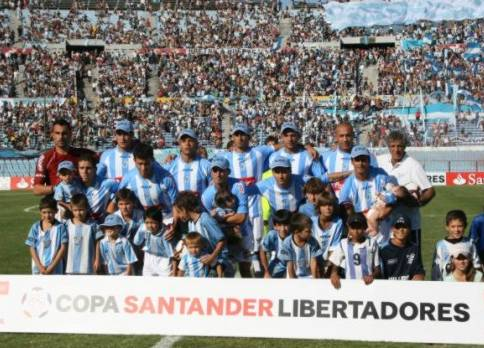
Participación de Cerro en la Copa Libertadores 2010.

En 2010, los cerrenses tuvieron una mejorada actuación respecto de la primera a nivel internacional, con buenos resultados al inicio del Grupo 5 en el que le tocó competir (7 puntos ganados de 9 disputados): victoria 2:0 ante Deportivo Quito en el Estadio Centenario (los albicelestes no pudieron ser locales en su estadio en esta Copa), con goles de Claudio Dadómo y Rodrigo Mora; triunfo 1:2 sobre Emelec en Ecuador, con anotaciones de Pablo Caballero y —nuevamente— Claudio Dadómo y empate sin goles con Inter de Porto Alegre (que sería el campeón de dicha edición) como local en el Estadio Atilio Paiva Olivera de Rivera. Los dirigidos por Pablo Repetto cayeron 0:2 en Porto Alegre ante los colorados y en la altura de Quito (2.780 metros sobre el nivel del mar), por 2:1, enfrentando a los azulgranas de la capital ecuatoriana (otro gol de Dadómo). En su último partido, siendo local, no pudo pasar del empate a cero contra Emelec.
A partir de entonces, en el ámbito local Cerro hizo campañas regulares, de mitad de tabla o apenas mejor que ello, pero en la temporada 2013-14 se encontró definiendo en la última fecha del campeonato, ante Liverpool, su supervivencia en Primera. En territorio negriazul, el equipo que perdía se iba al descenso, siendo finalmente los albicelestes el equipo victorioso al obtener el resultado favorable de 2:3 con dos goles de Romario Acuña (goleador del campeonato) y uno de Hugo Silveira. La temporada siguiente los cerrenses no la tuvieron más fácil; después de una primera parte del año muy mala, habiendo pasado dos entrenadores, Miguel Falero se hizo cargo del equipo. Lograron salvarse, los albicelestes, en las últimas fechas del descenso, al vencer 2:0 a Rampla Juniors (con dos goles de Aníbal Hernández), 1:0 a Nacional (con anotación de José Luis Tancredi) y 2:0 a Rentistas (marcando Lucas Hernández y Mario Regueiro).

### Vuelta de Acevedo y nueva clasificación a la Copa
La temporada 2015-16 de Cerro, con la vuelta de Eduardo Acevedo a su dirección técnica, fue muy buena. Después de un comienzo complicado, terminó en el tercer lugar del Apertura, siendo superado por Peñarol y Nacional, y habiendo llegado a la última fecha con chances de definir el torneo. Los albicelestes, por la mañana del 6 de diciembre de 2015, ganaron 0:2 su partido por la última jornada ante Racing en el Parque Roberto, igualando en cantidad de puntos a los carboneros, que lideraban la tabla, y pasando por una unidad a los bolsilludos, pero por la tarde de ese mismo día, tanto los aurinegros como los tricolores vencieron en sus respectivos encuentros, y el sueño cerrense quedó trunco. Eduardo Acevedo se despediría del club, luego de un semestre, nuevamente dejándolo en puestos de Copa. El trabajo sería coronado por Gustavo Ferrín, que con un sexto puesto en el Clausura, les alcanzó a los albicelestes para culminar terceros en la Anual y clasificarse al máximo torneo internacional del continente.

### Fugaz paso por la Libertadores 2017
En 2017 los villeros volvieron a jugar la Copa, bajo la dirección técnica Diego Alonso Barragán, cayendo por la segunda fase ante Unión Española 2:3 de local en el Estadio Luis Tróccoli (goles albicelestes marcados por Richard Pellejero y Ángelo Pizzorno) y 2:0 en Chile, con un marcador global de 5 a 2.
A pesar del fracaso a nivel internacional, en el torneo local Cerro realizó una destacada primera parte del año al mando del entrenador colombiano. Este le imprimió un buen nivel de fútbol al equipo, caracterizándose por su posesión de pelota en la mitad de la cancha, y en la parte ofensiva por la labor goleadora de Maureen Franco, que se supo ganar al cariño de la hinchada, al punto de convertirse en uno de los máximos goleadores del club. En el Apertura del 2017 los albicelestes terminaron en el cuarto lugar, habiendo pasado las fechas 4.ª, 5.ª, 6.ª y 7.ª en la cima de la tabla. El torneo Intermedio no sería tan bueno, finalizando a mitad de tabla en su grupo. Barragán se haría a un lado de la institución, asumiendo el argentino José Basualdo.
Con Basualdo como director técnico, Cerro obtendría el séptimo puesto en el Clausura y el quinto en la Tabla Anual, lo que le dio la clasificación para la Copa Sudamericana 2018. La estadía del DT argentino en la Villa del Cerro finalizaría con la temporada 2017.

### Debut en la Copa Sudamericana
En 2018 el club disputa por primera vez la Copa Conmebol Sudamericana —ya con Fernando Correa como entrenador—, superando la primera fase al empatar 0:0 en Perú y ganar en su estadio 2:0 frente a Club Sport Rosario, habiendo marcado Franco López y Leandro Zazpe. Queda eliminado en la segunda fase ante Bahía al perder de visitante 2:0 y empatar de local 1:1, con gol de Leandro Paiva.
En el ámbito local Cerro haría una aceptable actuación, terminando en el quinto lugar de la Tabla Anual y, por ende, clasificando nuevamente al segundo torneo continental más importante, destacándose en dicha temporada los dos triunfos consecutivos obtenidos en tan solo cuatro días ante su clásico rival Rampla Juniors, por la última fecha del torneo Apertura (2:0) y por la primera jornada del Intermedio (0:1).

### Vuelta a la Sudamericana
En 2019 Cerro vuelve a participar de la Copa Conmebol Sudamericana por segundo año consecutivo; logra pasar la primera fase al empatar 1:1 de visita ante Universidad Técnica de Cajamarca (gol de Rodrigo Izquierdo) y ganar 3:1 de local, marcando José Luis Tancredi y Richard Pellejero en dos ocasiones. Queda eliminado ante el Montevideo Wanderers tras empatar 0:0 de visita y perder 0:1 de local. Esta Copa Sudamericana 2019 Cerro no pudo ejercer la localía en su estadio, tuvo que hacerlo en el Estadio Luis Franzini.
A nivel local ya se hacía notar una debacle institucional que se veía reflejada en el terreno de juego. Cerro terminó penúltimo en la Tabla Anual —siendo despedido su histórico entrenador "Culaca" González a la octava fecha y asumiendo en su lugar Richard Martínez, de la tercera división del club— y se salvó del descenso tan solo por el colchón de puntos que acumulaba de la campaña anterior.

### Crisis institucional y nuevo descenso
En la temporada 2020, después de dos años muy malos tanto a nivel deportivo como institucional, habiendo tenido serios problemas económicos que lo tuvieron al borde de no poder disputar los campeonatos por deudas —consecuencia de haber vivido los últimos años por encima de sus posibilidades y de malos negocios con empresarios—, Cerro desciende nuevamente, consumándose su tercer descenso tras la creación de la Segunda División Profesional.
Esta vez el modelo utilizado fue completamente distinto al de las campañas de ascenso anteriores; Cerro realizó diecinueve incorporaciones para el campeonato de segunda división, dando poco lugar a su cantera (cuatro jóvenes del club en un plantel de treinta jugadores para empezar el torneo). Comenzó ganando ante Albion (2:1), pero luego de no poder volver a vencer en los siguientes cinco partidos, fue cesado el director técnico Rolando Carlen. Las fechas séptima y octava dirigió al equipo un entrenador interino, Edgardo "Tata" Rodríguez, siendo derrotados los albicelestes en ambos encuentros. Los cerrenses acumulaban tan solo 7 puntos de 24 disputados, estando en la novena ubicación en la tabla, cuando asumió la dirección técnica Walter Pandiani. En el primer partido de Pandiani como entrenador, ante Rampla Juniors, Cerro conseguiría su segundo triunfo del campeonato. Y a partir de entonces comenzaría una racha positiva; sin sobrarle nada, ganando varios partidos sobre el final, cosechó nueve triunfos, tres empates y dos derrotas. De esta forma Cerro culminó el torneo en la quinta posición, por lo que se clasificó para disputar los play-offs que definirían el tercer ascenso a Primera. Los albicelestes debieron enfrentar en la primera llave a dos partidos (semifinal) al Defensor Sporting Club, llegando con desventaja deportiva por la mejor ubicación de los de Punta Carretas en la tabla (misma cantidad de puntos pero saldo de goles a favor de los violetas); el resultado global fue de 2:2 (Defensor ganó el primer partido 1:2 y Cerro ganó el segundo 0:1), pero por la mencionada ventaja deportiva fue Defensor quien avanzó a la fase final, teniendo Cerro que volver a jugar una nueva temporada en la segunda división.

### Histórico ascenso (2022)

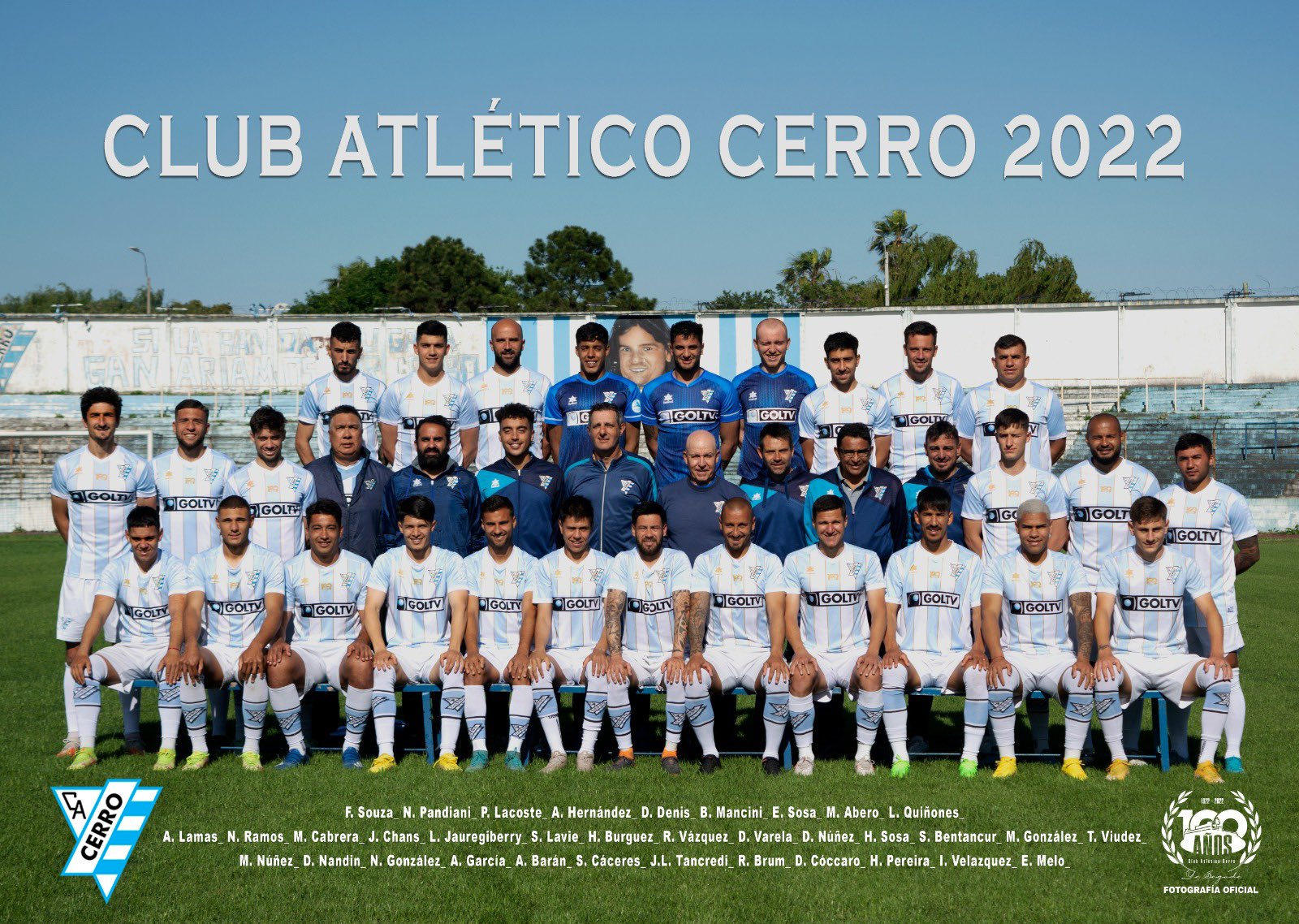
Plantel de Cerro que obtuvo el ascenso en la temporada 2022.

La temporada 2022 comenzó de forma negativa para Cerro, cuando al disputar el Torneo Competencia (que se jugó en dos series de seis equipos cada una) terminó en la penúltima posición de su grupo, cosechando tres derrotas, un empate y una victoria. Este torneo previo a la Fase Regular del Campeonato, influía en la Tabla Anual, por lo que los cerrenses emprendieron la competición relegados en la tabla de posiciones. Luego de terminar la primera ronda del campeonato con seis triunfos, dos empates y tres partidos perdidos, estando los albicelestes ubicados en la cuarta posición, fue cesado Walter Pandiani de la dirección técnica. Asumió el cargo Edgardo Adinolfi, que en ocho partidos dirigidos obtuvo tres triunfos, cuatro empates y una derrota. Al llegarle una oferta desde el exterior del país, Adinolfi se hizo a un lado de la institución, para que —faltando tres fechas para culminar el campeonato y estando Cerro en el tercer lugar de la competición y ya sin chances de ascender directamente— asumiera como entrenador Danielo Núñez. Al obtener su cuarto empate consecutivo, ante Progreso en la fecha 20, Cerro se aseguró un lugar entre los equipos que disputarían los play-offs con miras al ascenso a Primera. Cayó al cuarto puesto luego de ser goleado en la última fecha ante Atenas (0:4). 
Ya en la fase eliminatoria de los play-offs, tuvo que enfrentarse en primera instancia a Miramar Misiones (quinto en la tabla de posiciones); logró clasificarse a la final, jugando un rol decisivo la ventaja deportiva por la mejor posición en la tabla; el resultado global fue de 3:3 (0:2 a favor de Cerro en la ida, triunfo de Miramar 1:3 en la vuelta). El enfrentamiento definitorio para llegar a la primera división lo tuvo ante su tradicional rival, Rampla Juniors. Cerro fue el vencedor de la final por el ascenso, al obtener un triunfo por la mínima en el partido de ida (gol de Emiliano Sosa) y empatar sin goles en la vuelta. De esta forma los albicelestes consiguieron su tan costoso y anhelado ascenso, y cumplieron —el 1 de diciembre— sus cien años de existencia (1922-2022) siendo ya un equipo de Primera.

### Centenario en Primera
Al cumplir años en el último mes del calendario, Cerro festejó su centenario cuando ya había terminado la temporada 2022 y conseguido el ascenso, por lo que este se desarrolló disputando el Campeonato Uruguayo de Primera División 2023, que se llamó justamente 100 años del Club Atlético Cerro en su reconocimiento. Como de costumbre, volvió a pelear el descenso. 
Habiendo sido el torneo Apertura muy parejo en lo que a puntos refiere, Cerro terminó en la décima posición, a dos puntos de los puestos de Copa Sudamericana pero a tan solo uno del penúltimo lugar (y a cuatro del último), y complicado en la tabla del descenso. Al ganar dos partidos, empatar tres y perder cuatro encuentros, el entrenador Danielo Núñez, de común acuerdo con el club, se hizo a un lado de la institución, para la llegada de Gustavo Ferreyra en su reemplazo, tras interinato de una fecha por Héctor Burguez. Bajo la dirección técnica de Gustavo Ferreyra, Cerro terminó el primer torneo del año cosechando una victoria, tres empates y una derrota. El arribo del nuevo entrenador le aportó solidez defensiva al equipo, aunque seguía careciendo de peso en el sector ofensivo.
En el torneo Intermedio, que se disputa entre el Apertura y el Clausura, Cerro hizo una mejorada actuación, terminando en la segunda posición de su grupo y peleando la llegada a la final de dicha competición, que se disputaba contra el ganador de la otra serie. Con tres triunfos logrados de forma consecutiva, la escuadra blanquiceleste parecía empezar a alejarse en la tabla del descenso para apuntar definitivamente a las copas internacionales, pero en las primeras tres fechas del Clausura no pudo ganar, cosechando un empate y dos derrotas, por lo que nuevamente se encontraba a dos puntos de los puestos de relegación. En el transcurso de un parate producido por huelga de jugadores en todo el fútbol profesional uruguayo, el club llegó a un acuerdo con el D.T Ferreyra para que este abandone la institución, dejando su puesto a Damián Santín.
Con Santín al mando, Cerro debutó con triunfo de local ante River Plate (1:0), pero no pudo conseguir buenos resultados en lo que siguió del torneo y faltando cuatro fechas para finalizar el campeonato, los albicelestes se encontraban a tan solo tres puntos de los puestos de descenso. En estas últimas cuatro instancias, los cerrenses perdieron (0:1) de local ante Liverpool —que sería el ganador del torneo Clausura— y empataron de visita ante Cerro Largo (0:0); en la penúltima jornada, ganándole en su estadio al ya descendido Plaza Colonia se salvaban del descenso, pero no pudieron pasar del empate (1:1), por lo que llegaron a la última fecha, en la cual enfrentaban a Racing en Sayago, con la incertidumbre de su destino. Sus rivales directos en la lucha por la permanencia en la categoría eran Torque y Fénix, que se enfrentaban a Nacional y La Luz respectivamente. Cuando Fénix ganaba su encuentro (0:2) al tiempo que Torque empataba el suyo ante los tricolores (1:1), llegó el gol de los albicelestes en el Parque Roberto (marcado por Dylan Nandín a los 71'), el cual les permitió ganar finalmente el partido (0:1) y salvarse de bajar de categoría.

## Símbolos

### Escudo y bandera
La bandera del Club Atlético Cerro es de fondo blanca con franjas horizontales celestes, y contiene la inscripción: "C.A. CERRO" en letras negras.
El escudo está formado por un triángulo blanco que es atravesado por una franja oblicua paralela al lado derecho que contiene la palabra "CERRO" en letras negras. Del lado izquierdo se encuentran las iniciales "C A" en negro, y del lado derecho se hallan tres bandas horizontales celestes.

### Himno
El himno de Cerro fue tomado prestado del Club Atlético Aguada, equipo de básquetbol con el que Luis Tróccoli –presidente de Cerro desde 1949– tenía vinculación, como vecino del barrio, simpatizante de la institución e íntimo amigo de su histórico presidente, en funciones entonces, Roberto Infante. Hacia fines de la década de los cincuenta, el mandatario albiceleste le solicitó autorización a su par "aguatero" para que sonase al momento de salir a la cancha el equipo, y este aceptó. Se trataba de una canción segunda de los rojiverdes, llamada 'La Pitada', que no es el himno oficial del club, pero sí una muy popular hasta el día de hoy entre sus hinchas. El autor de la misma fue Manuel "Hueso" Pérez, conocido carnavalero que escribía para Asaltantes con Patente. Como es lógico, el himno contiene adaptaciones y leves modificaciones respecto de la original. El mismo se desarrolla en estilo de murga, como es habitual entre los equipos deportivos del país. Posteriormente, fue grabado nuevamente con alguna mínima edición en relación con la primera versión cerrense (al "arriba el once cerrense, noble cuadro de campeones" se lo sustituye por "arriba blanco y celeste, Cerro cuadro de campeones"), interpretación que es utilizada en la actualidad. Además, los albicelestes cuentan con una segunda canción tradicional, llamada 'Al cuadro campeón'.
| Himno oficial de Cerro |
| |
| Ya suena la pitada y a la cancha van a entrar. La brava muchachada que va dispuesta a triunfar. Enseña blanca y celeste que famosos los hará. Y al grito de "¡adelante!" nuestro Cerro triunfará. (Estribillo) Arriba blanco y celeste, Cerro cuadro de campeones. Para conquistar la gloria, arriba los corazones. Con garra y con valentía, los triunfos conquistaremos. Con entusiasmo y hombría, campeones seremos. (Se repite el estribillo) Arriba blanco y celeste, Cerro cuadro de campeones. Para conquistar la gloria, arriba los corazones. Con garra y con valentía, los triunfos conquistaremos. Con entusiasmo y hombría, campeones seremos. |
| |

| Al cuadro campeón |
| |
| Al cuadro campeón, con el corazón henchido de fe, luz, esperanza. Responde al jugar, ansia de ganar, con bravo tesón lucha en la cancha. La hinchada al gritar, parece rugir con el corazón ponen el grito. Y son esas ansias de ganar, y son esas ansias de triunfar que a la multitud hace vibrar. (Estribillo) Cerro campeón, grita tu hinchada y ese es un grito que estremece de emoción. Cerro campeón, cuadro de garra, se juega entero por su temple y su tesón. Cerro campeón, ese es el grito que sale dentro del corazón. Cerro campeón, lloran mil ojos enternecidos por la emoción. (Voz sola) A ustedes muchachos, la hinchada de Cerro, les pido una cosa: si quieren mirar la vieja Farola, que al saber del triunfo parece que quiere más fuerte alumbrar. Y a estos jugadores que nos dieron gloria, junto al club querido que hoy vemos triunfar, debemos decirles de que siempre, siempre el grito de Cerro lo habrán de escuchar. (Se repite el estribillo en coro) |
| |

## Uniforme

### Uniforme titular
El uniforme de titular de Cerro a lo largo de su historia siempre ha sido compuesto por una camiseta blanca con bastones verticales celestes, variando la cantidad y el tamaño de estas franjas, el tono del celeste (claro, sutil o más intenso), o incluso el color de las mangas (mayoritariamente blancas pero en ocasiones también celestes). El pantalón del uniforme suele ser negro o blanco, también ha utilizado short azul o celeste. Igualmente, el color de las medias varía con el del pantalón.
| Uniforme clásico | Uniforme Nanque 1994 | Uniforme Meta 2000 | Mgr Sport 90 aniversario | Uniforme Joma 2016 | Luanvi 2017-2018 | Mgr Sport 2019 | Mgr Sport 2020 |

| Uniforme Luanvi 2021 | Uniforme Luanvi 2022 | Uniforme titular 2023 |

### Uniforme alternativo
Históricamente sus uniformes alternativos han sido negros con vivos celestes o de color azul oscuro, para distinguirse de su uniforme titular, blanco y celeste.
| Uniforme Alternativo clásico | Uniforme Alternativo Puma 1999 | Uniforme Alternativo Meta 2000 | Uniforme Alternativo 2013 | Uniforme Alternativo Joma 2016 | Alternativo Luanvi 2017-2018 | Alternativo Mgr Sport 2019 | Alternativo Mgr Sport 2020 |

| Uniforme Alternativo Luanvi 2021 | Uniforme Alternativo Luanvi 2022 | Uniforme Alternativo 2023 |

### Indumentaria y patrocinador
| Período   | Patrocinador principal                      |
| --------- | ------------------------------------------- |
| 1982–1983 | Tiendas Montevideo                          |
| 1985–1986 | Últimas Noticias                            |
| 1987      | Helados Smak                                |
| 1990–1991 | Mobilart                                    |
| 1992      | Concretex                                   |
| 1993      | Plata Card                                  |
| 1994      | Concretex                                   |
| 1995      | Cymaco                                      |
| 1996      | Bril                                        |
| 2001      | Refresco Between                            |
| 2002      | Refresco Kold                               |
| 2004      | Cossac                                      |
| 2005–2006 | Santorini Calzados RealCan                  |
| 2007–2008 | Cymaco                                      |
| 2009      | Iara                                        |
| 2010      | Bauducco                                    |
| 2011      | D y F Rulemanes                             |
| 2012      | Refrescos Kühl                              |
| 2012–2013 | Limol                                       |
| 2014      | Limol                                       |
| 2014–2015 | Rinde Dos Tigre                             |
| 2016      | El Clon / Incuer / La Hacienda / Equilibrio |
| 2017–2018 | GolTV                                       |
| 2019      | El Clon                                     |
| 2020      | El Clon Casa de Galicia                     |
| 2021–2022 | GolTV                                       |
| 2023–Act. | Médica Uruguaya                             |

| Período   | Proveedor                      |
| --------- | ------------------------------ |
| 1989-1992 | Topper                         |
| 1993      | Adidas                         |
| 1994-1995 | Nanque                         |
| 1996      | Manager                        |
| 1997      | Lotto                          |
| 1998-1999 | Puma                           |
| 2000-2002 | Meta                           |
| 2003      | Manager                        |
| 2004-2008 | Mgr Sport                      |
| 2008-2009 | Patrick                        |
| 2010-2011 | Mitre                          |
| 2011-2012 | Fit                            |
| 2013-2015 | Mgr Sport                      |
| 2016      | Joma                           |
| 2017-2018 | Luanvi                         |
| 2019-2020 | Mgr Sport                      |
| 2021-2022 | Luanvi                         |
| 2023      | Identidad Cerro (marca propia) |
| 2024      | Identidad Cerro y Mgr Sport    |

## Infraestructura

### Sede social
La Sede social de Cerro está ubicada en la calle Grecia al 3580, en la Villa del Cerro. La misma fue adquirida en el año 1941, cuando un Comité de Cooperación (grupo de trabajo paralelo a la Directiva) conformado por caracterizados asociados, involucrados desde la primera hora con la institución, le planteó a la Comisión Directiva la necesidad de adquirir una sede en propiedad del club. Después de estudiadas las ofertas de los distintos inmuebles consultados por parte de la delegación, el club se hizo cargo de la operación y así los albicelestes obtuvieron su sede propia. Además de la mencionada, los cerrenses tienen otra sede social, hace varios años en desuso, en la misma calle Grecia pero al 3621, conocida como "sede nueva" por haber sido adquirida con posterioridad a la primera ("sede vieja"). 

### Estadio

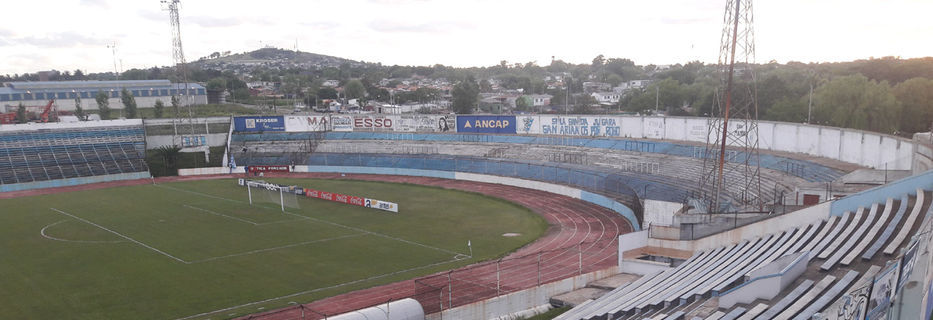
Imagen del estadio.

El Estadio Monumental Luis Tróccoli, conocido como Estadio Luis Tróccoli o simplemente "El Tróccoli", se ubica en la zona oeste de la ciudad de Montevideo, en las afueras del barrio Cerro. Tiene una capacidad para 25 000 personas y no se le han hecho reformas sustanciales desde su inauguración, solo algunas restauraciones puntuales para recibir partidos internacionales. Lleva su nombre en honor al exdirigente de Cerro Luis Tróccoli, quien fuera un destacado presidente del club. En su estructura lleva un mural de 600 metros cuadrados del artista Leopoldo Novoa.
Llegó a ser el estadio privado más grande de Uruguay, pero luego de la ampliación del Parque Central y la construcción del Campeón del Siglo, pasó a ocupar el tercer lugar.

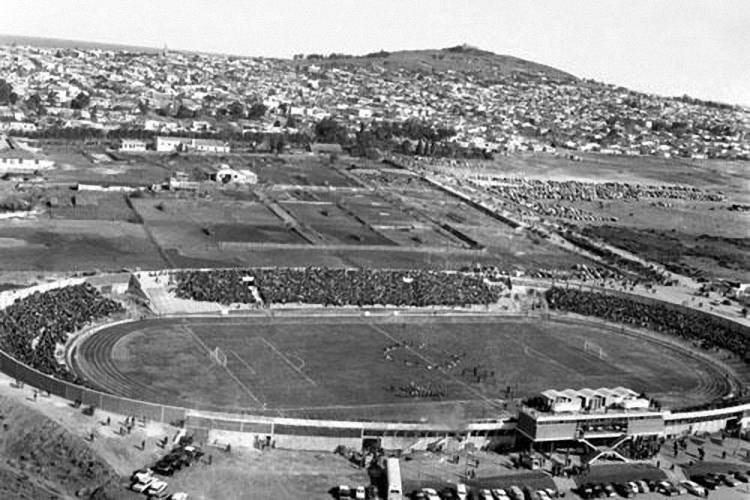
Inauguración del Estadio Luis Tróccoli, el 22 de agosto de 1964. Cerro venció 5-2 a River Plate de Argentina.

El estadio posee 4 tribunas: Argentina, Paraguay, Brasil y Chile (en sentido horario). En la Argentina (oficial) se ubica el palco, confitería y cabinas de transmisión. Frente a esta se ubica la Brasil. Las dos cabeceras (Chile y Paraguay) son para público parado (ambas poseen para-avalanchas). Cuenta con una pista de atletismo. 
La inauguración se realizó el 22 de agosto de 1964, en un partido amistoso entre Cerro y River Plate de Argentina, que se presentó con todas sus figuras. Ese día, se vendieron 15 803 entradas (aunque se estima que ingresaron al estadio cerca de 20 000 personas) para presenciar la victoria de Cerro por 5 a 2, con anotaciones de Restivo en tres oportunidades, Víctor Espárrago y Julio César Cortés (Cerro ya había vencido, el 16 de febrero de 1963, al otro de los más grandes equipos argentinos, Boca Juniors, por 4 a 0 en el Estadio Centenario, con dos goles de Dirceu Vignoli y otros dos de Juan Pintos, disputando el Torneo Cuadrangular de Montevideo).
Tres días después —el 25 de agosto de 1964— Cerro derrotó a San Lorenzo de Almagro por 4 a 2 en el propio Monumental Luis Tróccoli, habiendo convertido Cacaio en dos oportunidades, Paulo Silva Araujo y Eduardo Restivo.

## Hinchada
Durante el siglo XX y principios del siglo XXI, dentro del limitado mercado del fútbol uruguayo, que concentra muchos equipos en tan solo un departamento de poco más de un millón de habitantes, el de Montevideo, Cerro —junto con Rampla Juniors, Danubio, Defensor Sporting— era de las instituciones menores que mayor cantidad de público convocaba en los partidos que disputaba, muy lejos, claro está, de Peñarol y Nacional que acaparan la enorme mayoría de aficionados en el país. Pero desde la década del 2010, el nivel de convocatoria del club ha disminuido considerablemente, aludiéndose ello —entre otras razones— a la prohibición de la venta de entradas en los propios recintos deportivos, así como la inclusión en la "lista negra" de varios de sus "barras" por incidentes protagonizados en el pasado, por lo que a la institución le ha resultado muy dificultoso desde entonces afrontar los costos elevados por cada partido en que oficia de local, teniendo —como el resto de las instituciones chicas— abultados déficits que influyen en su malestar económico. Hoy día Cerro no se distingue en su nivel de asistencia, como otrora, del resto de los cuadros menores, salvo en algunos partidos especiales como los encuentros por copas internacionales o enfrentamientos decisivos, muy puntuales, en el ámbito local.
Tiene amistad con la hinchada de Gimnasia y Esgrima La Plata.

## Rivalidades
Cerro tiene como mayor rival a Rampla Juniors, con quién disputa el Clásico de la Villa desde hace muchos años, siendo uno de los dos clásicos históricos del fútbol uruguayo por detrás del Superclásico entre los equipos grandes del país. A diferencia de las rivalidades modernas —impulsadas por la prensa en los últimos años con un objetivo marketinero—, el clásico entre Cerro y Rampla es tal desde el inicio de su existencia contemporánea, previa mudanza del equipo rojiverde a la Villa del Cerro en 1919 y el surgimiento del club albiceleste en dicho barrio, en diciembre de 1922. El primer encuentro entre ambos se jugó en 1927; aun así, en varias temporadas este partido no pudo ser disputado, debido a que los equipos en cuestión no siempre coinciden en la misma divisional. 
También existe una rivalidad con los equipos grandes de Uruguay, Nacional y Peñarol, aunque en mayor medida con este último.Estos partidos son considerados en ocasiones como de "alto riesgo" por parte de la policía, destacándose el fallecimiento de Héctor Da Cunha por hinchas aurinegros. Cerro ha reconocido a este hincha con varias actividades, incluyendo el complejo deportivo que lleva su nombre. También se han producido incidentes entre Cerro y Peñarol en encuentros de formativas. Igualmente en enfrentamientos contra otras instituciones se han registrado incidentes, en varios de ellos oficiando como local.
Historial del Clásico de la Villa por competiciones oficiales:
| Campeonato Uruguayo | Partidos jugados | Victorias Cerro | Empates | Victorias Rampla |
| ------------------- | ---------------- | --------------- | ------- | ---------------- |
| Primera División    | 106              | 41              | 31      | 34               |
| Segunda División    | 8                | 3               | 3       | 2                |
| Total               | 114              | 44              | 34      | 36               |

| Otros oficiales    | Partidos jugados | Victorias Cerro | Empates | Victorias Rampla |
| ------------------ | ---------------- | --------------- | ------- | ---------------- |
| Torneo Competencia | 20               | 9               | 4       | 7                |
| Liguilla           | 1                | 0               | 1       | 0                |
| Copa Artigas       | 1                | 0               | 1       | 0                |
| Copa Brasil        | 1                | 0               | 0       | 1                |
| Total              | 23               | 9               | 6       | 8                |

| Por toda competición oficial | Partidos jugados | Victorias Cerro | Empates | Victorias Rampla |
| ---------------------------- | ---------------- | --------------- | ------- | ---------------- |
| Total global                 | 137              | 53              | 40      | 44               |

Datos actualizados al 12 de octubre de 2024.

## Jugadores
Algunos de los grandes jugadores que a lo largo de la historia vistieron la camiseta blanca y celeste fueron: Matías González (campeón del mundo con la selección uruguaya en 1950), Rubén "El Tiza" Morán (campeón del mundo con la selección uruguaya en 1950), Carlos María "El Polaco" Carranza (campeón de América con la selección uruguaya en 1956), Rinaldo Fioramonte Martino, Julio Dalmao (campeón de América con la selección uruguaya en 1959), Juan "El Loco" Pintos, Miguel de Brito, Víctor Espárrago, Juan Masnik, Waldemar Victorino, Rogelio Domínguez, Rubén "El Marqués" Sosa, Norberto "Muñeco" Madurga, Carlos "Toti" Veglio, Héctor "El Indio" Morán, Líber Vespa, Henry Homann, Oscar Javier Morales, Mario Regueiro, Álvaro Pintos (máximo goleador de la historia del club con 87 goles), Jorge Artigas, Horacio Peralta, Diego Godín (campeón de América con la selección uruguaya en 2011), Rodrigo Mora, entre otros.

### Mercado de pases 2025
| Altas             | Altas         | Altas                    | Altas                         | Altas  |
| Jugador           | Posición      | Procedencia              | Tipo                          |        |
| Verano            | Verano        | Verano                   | Verano                        | Verano |
| ----------------- | ------------- | ------------------------ | ----------------------------- | ------ |
| Yonatan Irrazabal | Portero       | River Plate              | Libre.                        |        |
| Miguel Samudio    | Defensor      | Tacuary                  | Libre.                        |        |
| Emanuel Cuello    | Defensor      | Albion                   | Libre.                        |        |
| Axel Frugone      | Defensor      | Nacional                 | Préstamo (Nacional).          |        |
| Fabricio Vidal    | Defensor      | Defensor Sporting        | Préstamo (Defensor Sporting). |        |
| Horacio Salaberry | Defensor      | River Plate              | Libre.                        |        |
| Ramiro Fernández  | Defensor      | Defensores de Cambaceres | Libre.                        |        |
| Mauro Villar      | Defensor      | Huracán                  | Préstamo.                     |        |
| Agustín Miranda   | Mediocampista | Albion                   | Libre.                        |        |
| Federico Acosta   | Mediocampista | Defensor Sporting        | Préstamo (Defensor Sporting). |        |
| Sebastián Cáceres | Mediocampista | Fénix                    | Libre.                        |        |
| Facundo Silvestre | Mediocampista | Danubio                  | Libre.                        |        |
| Agustín Mulet     | Mediocampista | Independiente Rivadavia  | Libre.                        |        |
| Pablo Da Silveira | Mediocampista | Danubio                  | Préstamo.                     |        |
| Brian Benítez     | Mediocampista | Sportivo Ameliano        | Libre.                        |        |
| Bruno Betancor    | Delantero     | Rentistas                | Préstamo (Peñarol)            |        |
| Facundo Techera   | Delantero     | Defensor Sporting        | Préstamo (Defensor Sporting). |        |
| Leandro Barcia    | Delantero     | Boston River             | Libre.                        |        |
| Matías Núñez      | Delantero     | Atenas                   | Libre.                        |        |
| Sebastián Camacho | Delantero     | Uruguay Montevideo       | Libre.                        |        |
| Enrique Almeida   | Delantero     | Rampla Juniors           | Préstamo ( AC Bellinzona).    |        |
| Lucas Sequeira    | Delantero     | Sud América              | Libre.                        |        |
| Owen Falconis     | Delantero     | Juventud                 | Libre.                        |        |
| Anthony Aires     | Delantero     | Juventud                 | Libre.                        |        |
| Máximo Alonso     | Delantero     | Albion                   | Libre.                        |        |
| Rafael Haller     | Delantero     | Nacional                 | Préstamo.                     |        |
| Enzo Larrosa      | Delantero     | Montevideo City Torque   | Préstamo (Boston River).      |        |
| Matías Ocampo     | Delantero     | Liverpool                | Libre.                        |        |

| Bajas              | Bajas         | Bajas             | Bajas                | Bajas |
| Jugador            | Posición      | Destino           | Tipo                 |       |
| ------------------ | ------------- | ----------------- | -------------------- | ----- |
| Rodrigo Marín      | Defensor      |                   | Libre.               |       |
| Andrés Romero      | Defensor      |                   | Libre.               |       |
| Pablo Lacoste      | Defensor      |                   | Libre.               |       |
| Claudio Araujo     | Defensor      |                   | Libre.               |       |
| Germán Triunfo     | Defensor      |                   | Libre.               |       |
| Maicol Rodríguez   | Mediocampista |                   | Libre.               |       |
| Horacio Tijanovich | Mediocampista |                   | Libre.               |       |
| Alejo Macelli      | Mediocampista |                   | Libre.               |       |
| Martín Rabuñal     | Mediocampista |                   | Libre.               |       |
| Nahuel Petillo     | Mediocampista |                   | Libre.               |       |
| Nicolás Wunsch     | Mediocampista | Defensor Sporting | Retorno de préstamo. |       |
| Santiago Ramírez   | Delantero     |                   | Libre.               |       |
| Joshuan Berríos    | Delantero     |                   | Libre.               |       |
| Nicolás González   | Delantero     |                   | Libre.               |       |
| Yonathan Gorgoroso | Delantero     |                   | Libre.               |       |
| Danilo Cóccaro     | Delantero     |                   | Libre.               |       |
| Maximiliano Pérez  | Delantero     |                   | Libre.               |       |
| Bruno Scorza       | Delantero     |                   | Libre.               |       |
| Gastón Rodríguez   | Delantero     |                   | Libre.               |       |
| Yan Mosquera       | Delantero     | Colón             | Retorno de préstamo. |       |

## Entrenadores

### Actual cuerpo técnico (2025)[84]
- Director Técnico:  Tabaré Silva
- Asistente:  Omar Pouso
- Preparador Físico:  Agustín Laprovitera
- Entrenador de Arqueros:  Jorge "Coco" Rodríguez

### Anteriores entrenadores (desde 1990)
A continuación la lista de entrenadores que formaron parte de la entidad villera desde el año 1990. En los 20 años que van de 2001 a 2021, Cerro fue la institución que más veces cambió de entrenador en el fútbol local (contrató 33 profesionales), habiendo comenzado y terminado la temporada el mismo director técnico en tan solo cuatro oportunidades.
(*) Entrenador interino.
| Entrenador               | Período   |
| ------------------------ | --------- |
| Ignacio Pallas           | 2024      |
| Damián Santín            | 2023      |
| Gustavo Ferreyra         | 2023      |
| Héctor Burguez (*)       | 2023      |
| Danielo Núñez            | 2022-2023 |
| Edgardo Adinolfi         | 2022      |
| Walter Pandiani          | 2021-2022 |
| Edgardo Rodríguez (*)    | 2021      |
| Rolando Carlen           | 2021      |
| Juan Jacinto Rodríguez   | 2020      |
| Nathaniel Revetria       | 2020      |
| Fernando Gentile (*)     | 2019      |
| Julio César Antúnez      | 2019      |
| Santiago Kalemkerian (*) | 2019      |
| Richard Martínez         | 2019      |
| Jorge González           | 2019      |
| Fernando Correa          | 2018      |
| José Basualdo            | 2017      |
| Darlyn Gayol (*)         | 2017      |
| Diego Barragán           | 2017      |
| José Puente              | 2016      |
| Gustavo Ferrín           | 2016      |
| Eduardo Acevedo          | 2015      |
| Miguel Falero            | 2015      |
| Santiago Kalemkerian (*) | 2014      |
| Juan Tejera              | 2014      |
| Pablo Rodríguez          | 2014      |
| Pablo Alonso             | 2013-2014 |
| Danilo Baltierra         | 2013      |
| Ricardo Ortiz            | 2012-2013 |

| Entrenador                | Período   |
| ------------------------- | --------- |
| Gabriel Camacho (*)       | 2012      |
| Hugo Parga                | 2012      |
| Ricardo Ortiz             | 2011      |
| Alejandro Apud            | 2010-2011 |
| Pablo Repetto             | 2010      |
| Richard Martínez (*)      | 2009      |
| Guillermo Sanguinetti     | 2009      |
| Eduardo Acevedo           | 2009      |
| Richard Martínez (*)      | 2009      |
| Pablo Repetto             | 2008-2009 |
| Jorge González            | 2006-2008 |
| Julio Acuña               | 2006      |
| Julio Balerio             | 2005-2006 |
| Fernando Rodríguez Riolfo | 2005      |
| Miguel Ángel Puppo        | 2004      |
| Mario Silva               | 2004      |
| Roland Marcenaro          | 2004      |
| Gerardo Pelusso           | 2003      |
| Francisco Salomón         | 2003      |
| Ángel Castelnoble         | 2002      |
| Juan Jacinto Rodríguez    | 2002      |
| Jorge González            | 1998-2001 |
| Saúl Rivero               | 1997      |
| Nelson Marcenaro          | 1996-1997 |
| Gerardo Pelusso           | 1994-1995 |
| Fernando Rodríguez Riolfo | 1993      |
| Miguel Falero             | 1992      |
| Walter Roque              | 1991      |
| Osvaldo Giménez           | 1991      |
| Miguel Ángel Puppo        | 1990      |

## Palmarés

### Torneos nacionales (AUF)
Nota: en negrita competiciones vigentes en la actualidad.
| Competición nacional                                   | Títulos                 | Subtítulos  |
| ------------------------------------------------------ | ----------------------- | ----------- |
| Primera División de Uruguay (0/1)                      |                         | 1960.       |
| Torneos Apertura, Clausura e Intermedio (0/1)          |                         | 2009-10 C.  |
| Liguilla Pre-Libertadores de América (1/1)             | 2008-09.                | 1994.       |
|                                                        |                         |             |
| Segunda División (2/2):                                | 1946, 1998.             | 1943, 1944. |
| Torneos Apertura y Clausura de Segunda División (3/0): | 1998 A, 1998 C, 2006 A. |             |
| Divisional Intermedia (2/2)                            | 1940, 1941.             | 1937, 1939. |

Torneos nacionales de la FUF (no reconocidos por AUF)
| Competición nacional              | Títulos | Subtítulos |
| --------------------------------- | ------- | ---------- |
| Divisional Intermedia (FUF) (1/0) | 1924.   |            |
| Divisional Extra (FUF) (1/0)      | 1923.   |            |

### Otros torneos nacionales oficiales
- Copa Ciudad de Montevideo (1): 1985
- Campeonato Presentación (1): 1986
- Torneo Integración (1): 1993.

### Torneos locales amistosos
- Copa Ciudad de Salto (1): 2004.[86]

### Torneos internacionales amistosos
- Copa Artemio Pascuale (1): 1966.
- Copa Julio Dalmao (Serie Río de la Plata) (1): 2024.[87]

## Datos estadísticos
Datos actualizados para la temporada 2025 inclusive.
- Temporadas en Primera División: 78 (1927-1929 / 1947-1997 / 1999-2005/06 / 2007/08-2020 / 2023-presente)[nota 4]
  - Debut: 1927 (Profesional: 1947)
  - Mejor puesto en Primera División: 2º (1960)
- Temporadas en Segunda División: 19 (1930-1946 / 1998 / 2006/07 / 2021-2022)[nota 5][nota 6][nota 7]

## Participación internacional
- Participaciones en Copa Libertadores: 3 (1995, 2010 y 2017)
  - Mejor participación: Fase de grupos (2010)
- Participaciones en Copa Sudamericana: 2 (2018 y 2019)
  - Mejor participación: Segunda Fase (2018 y 2019)

#### Estadísticas en torneos internacionales
| Torneo                       | TJ | PJ | PG | PE | PP | GF | GC | DG  | Puntos |
| ---------------------------- | -- | -- | -- | -- | -- | -- | -- | --- | ------ |
| Copa Libertadores de América | 3  | 14 | 3  | 3  | 8  | 12 | 23 | -11 | 12     |
| Copa Sudamericana            | 2  | 8  | 2  | 4  | 2  | 7  | 6  | +1  | 10     |
|                              |    |    |    |    |    |    |    |     |        |
| Total                        | 5  | 22 | 5  | 7  | 10 | 19 | 29 | -10 | 22     |

Por Temporada
| Competición            | Posición       | PJ | PG | PE | PP | GF | GC | Dif. | Puntos |
| ---------------------- | -------------- | -- | -- | -- | -- | -- | -- | ---- | ------ |
| Copa Libertadores 1995 | Fase de grupos | 6  | 1  | 1  | 4  | 5  | 13 | -8   | 4      |
| Copa Libertadores 2010 | Fase de grupos | 6  | 2  | 2  | 2  | 5  | 5  | 0    | 8      |
| Copa Libertadores 2017 | Primera Fase   | 2  | 0  | 0  | 2  | 2  | 5  | -3   | 0      |
| Copa Sudamericana 2018 | Segunda Fase   | 4  | 1  | 2  | 1  | 3  | 3  | 0    | 5      |
| Copa Sudamericana 2019 | Segunda Fase   | 4  | 1  | 2  | 1  | 4  | 3  | 1    | 5      |
| Total                  | -              | 22 | 5  | 7  | 10 | 19 | 29 | -10  | 22     |

Rivales por Países
| País      | Rivales                       | PJ | PG | PE | PP | GF | GC | Dif. | %     |
| --------- | ----------------------------- | -- | -- | -- | -- | -- | -- | ---- | ----- |
| Argentina | River Plate, Independiente    | 4  | 1  | 0  | 3  | 2  | 8  | -6   | 25%   |
| Bolivia   | -                             | -  | -  | -  | -  | -  | -  | -    | -     |
| Brasil    | Internacional, Bahia          | 4  | 0  | 2  | 2  | 1  | 5  | -4   | 16,6% |
| Chile     | Unión Española,               | 2  | 0  | 0  | 2  | 2  | 5  | -3   | 0%    |
| Colombia  | -                             | -  | -  | -  | -  | -  | -  | -    | -     |
| Ecuador   | Deportivo Quito, Emelec       | 4  | 2  | 1  | 1  | 5  | 3  | 2    | 58%   |
| Paraguay  | -                             | -  | -  | -  | -  | -  | -  | -    | -     |
| Perú      | Sport Rosario, UTC            | 4  | 2  | 2  | 0  | 6  | 2  | 4    | 66,6% |
| Uruguay   | Peñarol, Montevideo Wanderers | 4  | 0  | 2  | 2  | 3  | 6  | -3   | 16,6% |
| Venezuela | -                             |    |    |    |    |    |    |      |       |
| Total     | -                             | 22 | 5  | 7  | 10 | 19 | 29 | -10  | 33,3% |

## Fútbol femenino
El Club Atlético Cerro femenino disputa actualmente el Campeonato Uruguayo Femenino Divisional B, tras un período sin competir a nivel femenil. En el año 2012 se consagró campeón  del Campeonato Uruguayo de Fútbol Femenino de Primera División.
| Títulos Nacionales Oficiales (AUF) |      |  | Otros |
| ---------------------------------- | ---- |  | ----- |
| Campeonatos                        | 2012 |  |       |
| Subcampeonatos                     | 2011 |  |       |